# Antoine Latorre
Antoine Latorre, né le 1er août 1915 à Bordeaux et mort le 12 juin 2001 dans la même ville, est un coureur cycliste français.

## Palmarès
- 1933
  - Grand Prix de Caussèque
- 1933
  - Grand Prix des Cyclistes Girondins
- 1935
  - Grand Prix des Cyclistes Girondins
  - Grand Prix de l'Estafette cycliste
- 1936
  - Bordeaux-Bayonne
  - Grand Prix International de Nontron
  - Grand Circuit Targonnais
  - Grand Prix du Mont Pujols
  - 2e de Bordeaux-Angoulême
- 1937
  - Libourne-Marennes
  - Grand Prix de Belfort
  - 3e de Bordeaux-Angoulême-Cognac
- 1938
  - Grand Prix du Sport Athlétique Bordelais
- 1943
  - Grand Prix du Sport Athlétique Bordelais
  - Grand Prix du C.A. Béglais
  - Grand Prix de Barbezieux
  - Grand Prix Vlaeminck
- 1945
  - Grand Prix Barouillet à Angoulême
  - Grand Prix du C.A. Béglais
  - Grand Prix de Lignan
  - Grand Prix d'Ouverture à Pau
  - 3e de Mimizan-Biscarosse
- 1946
  -  Champion de France des sociétés
  - Grand Prix de Talence
  - Grand Circuit Targonnais
  - Bordeaux-Saintes
  - 3e du Grand Prix d'Armagnac
- 1947
  - Grand Prix des Commerçants d'Orthez
- 1948
  - Grand Prix de Villemur
- 1949
  - Grand Prix de Secrestat (Bordeaux-Agen-Bordeaux)
- 1950
  - Grand Prix France-Sport à Libourne
  - 3e de Bordeaux-Cognac

## Résultats sur les grands tours

### Tour de France
2 participations
- 1936 : 41e
- 1947 : 26e